# 만석꾼 며느리 뽑기
《만석꾼 며느리 뽑기》는 1990년 10월 3일에 KBS 1TV에서 방영된 추석 특집드라마이다. 천하의 구두쇠로 이름난 최부자 댁의 며느리가 되려는 규수들의 이야기를 그린 뮤지컬 드라마로서 풍자와 해학 속에 웃음과 멋이 넘쳐나는 한국인의 생활 철학을 고전 해학과 마당놀이 형식으로 엮은 드라마이다.

## 제작진
- 연출: 엄기백
- 극본: 임충

## 등장인물
- 김진태: 최부자 역
- 황준욱: 최부자 아들 역
- 황미숙: 초순 역
- 김을동
- 문창길
- 유현주
- 허길자
- 정진
- 김미화
- 남윤정
- 이병철
- 고진학
- 김진해
- 하대경
- 김기진
- 박정웅
- 원미원
- 김성환
- 선동혁
- 윤문식
- 송경옥
- 이의정
- 심미주
- 양동근